# 万世巨星 (航海家号)
“万世巨星”（Virtuoso）是美国科幻电视剧《星际旅行：航海家号》第六季的第13集，于2000年1月26日在联合派拉蒙电视网（UPN）首播。

## 情节
一个自己没有音乐文化的种族被医生会唱歌的能力所吸引（之前他们曾将医生轻视为一简短的全息程序）。外星人决定将他的歌声传遍整颗星球，这让他成为了一名歌星。医生变得十分自负，并让在航海家号上的朋友们感到很不愉快。他向珍妮薇请辞离舰，以继续自己在外星球上的音乐事业。这让船员们产生了更多的怨气，因为他们需要医生的医术。医生并不为此所动，甚至做好了让派里斯接班的准备。但是，当他再次来到外星球上时，却发现外星人用一个拥有更广音域而更为先进的歌唱全息程序替代了他的位置。他对新生活的憧憬破灭了。在最后，医生终于意识到外星人们只想要他的歌声，而并没有将他视作一个有情感的实体。航海家号的船员们欢迎了他的归来。